# Azzam (yacht)
Azzam (tradotto: determinazione) è un panfilo privato 
Realizzato in 3 anni dai cantieri tedeschi Lürssen Yacht, lo yacht è il risultato di 1 anno di progettazione e collaborazione tra lo studio milanese Nauta Design (Exterior Design), il francese Christophe Leoni (Interior Design) e il britannico Burgess (Technical Project).
Varato il 5 aprile 2013, misura 180 metri di lunghezza e, alla data del varo, è il panfilo più lungo del mondo, immediatamente seguito da Eclipse del magnate russo Roman Abramovič che misura 163,5 metri.
Alimentato da una combinazione di due turbine a gas e due motori diesel che erogano una potenza complessiva di 70 MW (94.000 cv) e da un serbatoio di combustibile da 1 milione di litri, è in grado di sviluppare una velocità massima di 31,5 nodi che fa di Azzam il più veloce della categoria.
Lo yacht dispone di un salone principale con una lunghezza di 29 m ed una larghezza di 18 m, completamente sgombro e libero da pilastri.
Si stima che il costo di realizzazione sia stato di 605 milioni di dollari, equivalenti a circa 600 milioni di euro.